# Diossido di torio
Il diossido di torio, o biossido di torio, (ThO2) è l'ossido del torio (IV); si presenta come un solido bianco o giallo e, come tutti i composti del torio, è radioattivo.
Viene ottenuto come sottoprodotto nella produzione di uranio, in particolare dalla torianite. Ma si può anche ottenere per termolisi del nitrato di torio.
Viene usato come catalizzatore per produrre fenilacetone (P2P) dall'acido fenilacetico.
Il diossido di torio è uno degli ossidi a maggior punto di fusione (3390 °C). Ad altissime temperature il biossido di torio si riduce a monossido di torio (ThO).